# Curtis Shears
Curtis Charles Shears (Omaha, 4 luglio 1901 – Bonita Springs, 30 luglio 1988) è stato uno schermidore statunitense, vincitore di una medaglia di bronzo nella scherma ai giochi olimpici di Los Angeles del 1932.